# Liste der Raumgruppen
Es gibt 230 dreidimensionale Raumgruppen. Jede Raumgruppe hat eine Nummer und ein vollständiges Hermann-Mauguin-Symbol sowie ein Kurzsymbol (internationales Kurzsymbol). Die vollständigen Symbole haben Leerzeichen zwischen den Symmetrieoperationen, um die Lesbarkeit zu erleichtern.

## Symbole
In der Hermann-Mauguin-Symbolik werden Raumgruppen durch ein Symbol repräsentiert, das die Punktgruppe mit einem Großbuchstaben kombiniert, der das Bravais-Gitter angibt. Translationssymmetrie in Form von Schraubenachsen und Gleitspiegelebenen werden ebenfalls angegeben, was eine vollständige kristallographische Raumgruppe ergibt.
Dies sind die Zentrierungen der Bravais-Gitter in drei Dimensionen:
- P primitiv
- I raumzentriert oder innenzentriert
- F flächenzentriert
- A nur die A-Flächen sind zentriert
- B nur die B-Flächen sind zentriert
- C nur die C-Flächen sind zentriert
- R rhomboedrisch

Eine Spiegelebene m in der Punktgruppe kann durch eine Gleitspiegelebene ersetzt werden, die in Abhängigkeit von der Richtung des Translationsvektors mit a, b oder c bezeichnet wird. Es gibt auch eine n-Gleitspiegelebene, in denen die Translation die Hälfte des Vektors der Diagonalen einer Fläche beträgt. Außerdem gibt es eine d-Gleitspiegelebene, in der die Translation ein Viertel der Diagonalen einer Fläche beträgt.
- {\displaystyle a}, {\displaystyle b}, oder {\displaystyle c} Translation entlang des jeweiligen Vektors mit dem Betrag der Hälfte dieses Vektors.
- {\displaystyle n} Translation mit der Hälfte der Diagonalen einer Fläche.
- {\displaystyle d} Translation mit einem Viertel der Diagonale einer Fläche.
- {\displaystyle e} Zwei Gleitspiegelebenen mit der gleichen Gleitebene und einer Translation mit dem Betrag der Hälfte beider Achsen dieser Fläche.

Eine Drehachse kann durch eine Schraubenachse, n, ersetzt werden, in der  der Rotationswinkel {\displaystyle \color {Black}{\tfrac {360^{\circ }}{n}}} beträgt. Der Betrag der Translation wird dann als ein Index x angegeben, so dass {\displaystyle \color {Black}{\tfrac {x}{n}}} den Betrag der Translation als Bruchteil des Gittervektors angibt.  Beispielsweise bezeichnet 21 eine Drehung um 180° (zweifach) gefolgt von einer Translation von ½ des Gittervektors. 31 bezeichnet eine Drehung um 120° (dreifache Rotation) gefolgt von einer Translation von ⅓ des Gittervektors.
Die möglichen Schraubenachsen sind: 21, 31, 32, 41, 42, 43, 61, 62, 63, 64, und 65.
Je nach Wahl der Achsen können verschiedene Symbole dieselbe Raumgruppe bezeichnen. So kann beispielsweise Raumgruppe Nr. 14 als P21/c (Nr. 14), P21/n (Nr. 14, Stellung 2) oder P21/a (Nr. 14, Stellung 3) angegeben werden; in der Fachliteratur wird jedoch keine Nummerierung der Achsenstellungen verwendet. Die Nummerierung der Achsenstellungen in der deutschsprachigen Wikipedia folgt der Reihenfolge, in der sie in Kapitel 4 der International Tables for Crystallography aufgelistet sind. In den Listen sind nur die so genannten Standardaufstellungen angegeben, die vorzugsweise verwendet werden sollen.

## Liste der triklinen Raumgruppen

Triklin (a ≠ b ≠ c und α ≠ β ≠ γ)

| Num- mer | Punkt- gruppe | Kurz- symbol | Vollständiges Symbol | Schoenflies- Symbol       | Beispiele                                                          |
| -------- | ------------- | ------------ | -------------------- | ------------------------- | ------------------------------------------------------------------ |
| 1        | 1             | P1           | P 1                  | {\displaystyle C_{1}^{1}} | p-Bromnitrobenzol, Abelsonit, Branchit (früher: Hartit), Kylindrit |
| 2        | 1             | P1           | P 1                  | {\displaystyle C_{i}^{1}} | Molybdänacetat, Abramovit, Aenigmatit, Diadochit, Ulexit           |

## Liste der monoklinen Raumgruppen
| Primitiv (P) | Basiszentriert (C) |
| ------------ | ------------------ |
|              |                    |

| Num- mer | Punkt- gruppe | Kurz- symbol | Vollständiges Symbol | Schoenflies- Symbol        | Beispiel(e)                                          |
| -------- | ------------- | ------------ | -------------------- | -------------------------- | ---------------------------------------------------- |
| 3        | 2             | P2           | P 1 2 1              | {\displaystyle C_{2}^{1}}  | Leguernit                                            |
| 4        | 2             | P21          | P 1 21 1             | {\displaystyle C_{2}^{2}}  | Lithiumsulfat                                        |
| 5        | 2             | C2           | C 1 2 1              | {\displaystyle C_{2}^{3}}  | Thallium(I)-hydroxid, Fettelit                       |
| 6        | m             | Pm           | P 1 m 1              | {\displaystyle C_{s}^{1}}  | InVSe2O8                                             |
| 7        | m             | Pc           | P 1 c 1              | {\displaystyle C_{s}^{2}}  | Masuyit                                              |
| 8        | m             | Cm           | C 1 m 1              | {\displaystyle C_{s}^{3}}  | Antigorit, Chapmanit                                 |
| 9        | m             | Cc           | C 1 c 1              | {\displaystyle C_{s}^{4}}  | Aluminiumselenid, Afwillit, Halloysit, Kampfit       |
| 10       | 2/m           | P2/m         | P 1 2/m 1            | {\displaystyle C_{2h}^{1}} | Barnesit                                             |
| 11       | 2/m           | P21/m        | P 1 21/m 1           | {\displaystyle C_{2h}^{2}} | Tantal(IV)-chlorid, Charoit, Jordanit                |
| 12       | 2/m           | C2/m         | C 1 2/m 1            | {\displaystyle C_{2h}^{3}} | Kupfer(II)-chlorid, Aktinolith, Erythrin             |
| 13       | 2/m           | P2/c         | P 1 2/c 1            | {\displaystyle C_{2h}^{4}} | Rhenium(IV)-chlorid                                  |
| 14       | 2/m           | P21/c        | P 1 21/c 1           | {\displaystyle C_{2h}^{5}} | Rubidiumozonid, Nickeldiphosphat, Blödit, Baddeleyit |
| 15       | 2/m           | C2/c         | C 1 2/c 1            | {\displaystyle C_{2h}^{6}} | Uran(IV)-fluorid                                     |

## Liste der orthorhombischen Raumgruppen
| Primitiv (P)               | Innenzentriert (I)         |
| -------------------------- | -------------------------- |
| Orthohombic, simple        | Orthohombic, body-centered |
| Basiszentriert (A, B or C) | Flächenzentriert (F)       |
| Orthohombic, base-centered | Orthohombic, face-centered |

| Num- mer | Punkt- gruppe | Kurz- symbol        | Vollständiges Symbol | Schoenflies- Symbol         | Beispiel                                |
| -------- | ------------- | ------------------- | -------------------- | --------------------------- | --------------------------------------- |
| 16       | 222           | P222                | P 2 2 2              | {\displaystyle D_{2}^{1}}   | Haycockit                               |
| 17       | 222           | P2221               | P 2 2 21             | {\displaystyle D_{2}^{2}}   | Olsacherit                              |
| 18       | 222           | P21212              | P 21 21 2            | {\displaystyle D_{2}^{3}}   | Capgaronnit, MgTeMoO6                   |
| 19       | 222           | P212121             | P 21 21 21           | {\displaystyle D_{2}^{4}}   | Natriumdithiophosphat, Epsomit          |
| 20       | 222           | C2221               | C 2 2 21             | {\displaystyle D_{2}^{5}}   | Frondelit                               |
| 21       | 222           | C222                | C 2 2 2              | {\displaystyle D_{2}^{6}}   | Avidin                                  |
| 22       | 222           | F222                | F 2 2 2              | {\displaystyle D_{2}^{7}}   |                                         |
| 23       | 222           | I222                | I 2 2 2              | {\displaystyle D_{2}^{8}}   | Stannoidit                              |
| 24       | 222           | I212121             | I 21 21 21           | {\displaystyle D_{2}^{9}}   | Crotamin                                |
| 25       | mm2           | Pmm2                | P m m 2              | {\displaystyle C_{2v}^{1}}  | Dyskrasit                               |
| 26       | mm2           | Pmc21               | P m c 21             | {\displaystyle C_{2v}^{2}}  | Europium(II)-hydroxid                   |
| 27       | mm2           | Pcc2                | P c c 2              | {\displaystyle C_{2v}^{3}}  |                                         |
| 28       | mm2           | Pma2                | P m a 2              | {\displaystyle C_{2v}^{4}}  | Thallium(I)-fluorid                     |
| 29       | mm2           | Pca21               | P c a 21             | {\displaystyle C_{2v}^{5}}  | Boracit, Silber(I)-iodat                |
| 30       | mm2           | Pnc2                | P n c 2              | {\displaystyle C_{2v}^{6}}  | Armenit                                 |
| 31       | mm2           | Pmn21               | P m n 21             | {\displaystyle C_{2v}^{7}}  | Söhngeit, Struvit                       |
| 32       | mm2           | Pba2                | P b a 2              | {\displaystyle C_{2v}^{8}}  | Walkerit                                |
| 33       | mm2           | Pna21               | P n a 21             | {\displaystyle C_{2v}^{9}}  | o-Bromnitrobenzol                       |
| 34       | mm2           | Pnn2                | P n n 2              | {\displaystyle C_{2v}^{10}} | Lepersonnit-(Gd)                        |
| 35       | mm2           | Cmm2                | C m m 2              | {\displaystyle C_{2v}^{11}} | Lithiumacetat                           |
| 36       | mm2           | Cmc21               | C m c 21             | {\displaystyle C_{2v}^{12}} | Bromchlorid                             |
| 37       | mm2           | Ccc2                | C c c 2              | {\displaystyle C_{2v}^{13}} | Li2Si2O5                                |
| 38       | mm2           | Amm2                | A m m 2              | {\displaystyle C_{2v}^{14}} | Uran(V,VI)-oxid                         |
| 39       | mm2           | Aem2 (ehemals Abm2) | A e m 2              | {\displaystyle C_{2v}^{15}} | Smirnit                                 |
| 40       | mm2           | Ama2                | A m a 2              | {\displaystyle C_{2v}^{16}} | Bavenit                                 |
| 41       | mm2           | Aea2 (ehemals Aba2) | A e a 2              | {\displaystyle C_{2v}^{17}} | Junitoit                                |
| 42       | mm2           | Fmm2                | F m m 2              | {\displaystyle C_{2v}^{18}} |                                         |
| 43       | mm2           | Fdd2                | F d d 2              | {\displaystyle C_{2v}^{19}} | Germanium(IV)-sulfid                    |
| 44       | mm2           | Imm2                | I m m 2              | {\displaystyle C_{2v}^{20}} | Natriumnitrit                           |
| 45       | mm2           | Iba2                | I b a 2              | {\displaystyle C_{2v}^{21}} | Stronalsit                              |
| 46       | mm2           | Ima2                | I m a 2              | {\displaystyle C_{2v}^{22}} | Batisit                                 |
| 47       | 2/m 2/m 2/m   | Pmmm                | P 2/m 2/m 2/m        | {\displaystyle D_{2h}^{1}}  | Zellerit                                |
| 48       | 2/m 2/m 2/m   | Pnnn                | P 2/n 2/n 2/n        | {\displaystyle D_{2h}^{2}}  |                                         |
| 49       | 2/m 2/m 2/m   | Pccm                | P 2/c 2/c 2/m        | {\displaystyle D_{2h}^{3}}  |                                         |
| 50       | 2/m 2/m 2/m   | Pban                | P 2/b 2/a 2/n        | {\displaystyle D_{2h}^{4}}  | Retzian                                 |
| 51       | 2/m 2/m 2/m   | Pmma                | P 21/m 2/m 2/a       | {\displaystyle D_{2h}^{5}}  | Kaliumheptafluorotantalat               |
| 52       | 2/m 2/m 2/m   | Pnna                | P 2/n 21/n 2/a       | {\displaystyle D_{2h}^{6}}  | Indium(I,III)-bromid                    |
| 53       | 2/m 2/m 2/m   | Pmna                | P 2/m 2/n 21/a       | {\displaystyle D_{2h}^{7}}  | Tetraphosphortrisulfid                  |
| 54       | 2/m 2/m 2/m   | Pcca                | P 21/c 2/c 2/a       | {\displaystyle D_{2h}^{8}}  | Nordit-(La)                             |
| 55       | 2/m 2/m 2/m   | Pbam                | P 21/b 21/a 2/m      | {\displaystyle D_{2h}^{9}}  | Iodazid                                 |
| 56       | 2/m 2/m 2/m   | Pccn                | P 21/c 21/c 2/n      | {\displaystyle D_{2h}^{10}} | Valentinit                              |
| 57       | 2/m 2/m 2/m   | Pbcm                | P 2/b 21/c 21/m      | {\displaystyle D_{2h}^{11}} | Evenkit                                 |
| 58       | 2/m 2/m 2/m   | Pnnm                | P 21/n 21/n 2/m      | {\displaystyle D_{2h}^{12}} | Adamin, Dicobaltcarbid                  |
| 59       | 2/m 2/m 2/m   | Pmmn                | P 21/m 21/m 2/n      | {\displaystyle D_{2h}^{13}} | Molybdän(III)-bromid                    |
| 60       | 2/m 2/m 2/m   | Pbcn                | P 21/b 2/c 21/n      | {\displaystyle D_{2h}^{14}} | Eisen(II)-acetat                        |
| 61       | 2/m 2/m 2/m   | Pbca                | P 21/b 21/c 21/a     | {\displaystyle D_{2h}^{15}} | Bornit, Platin(IV)-bromid               |
| 62       | 2/m 2/m 2/m   | Pnma                | P 21/n 21/m 21/a     | {\displaystyle D_{2h}^{16}} | Anglesit, Topas, Uran(VI)-fluorid       |
| 63       | 2/m 2/m 2/m   | Cmcm                | C 2/m 2/c 21/m       | {\displaystyle D_{2h}^{17}} | Anhydrit, Böhmit, Plutonium(III)-bromid |
| 64       | 2/m 2/m 2/m   | Cmce (ehemals Cmca) | C 2/m 2/c 21/e       | {\displaystyle D_{2h}^{18}} | Molybdän(II)-chlorid                    |
| 65       | 2/m 2/m 2/m   | Cmmm                | C 2/m 2/m 2/m        | {\displaystyle D_{2h}^{19}} | Gold(I)-chlorid                         |
| 66       | 2/m 2/m 2/m   | Cccm                | C 2/c 2/c 2/m        | {\displaystyle D_{2h}^{20}} | Thorium(III)-iodid                      |
| 67       | 2/m 2/m 2/m   | Cmme (ehemals Cmma) | C 2/m 2/m 2/e        | {\displaystyle D_{2h}^{21}} | Johachidolith                           |
| 68       | 2/m 2/m 2/m   | Ccce (ehemals Ccca) | C 2/c 2/c 2/e        | {\displaystyle D_{2h}^{22}} | Calciumchlorit                          |
| 69       | 2/m 2/m 2/m   | Fmmm                | F 2/m 2/m 2/m        | {\displaystyle D_{2h}^{23}} | Stellerit                               |
| 70       | 2/m 2/m 2/m   | Fddd                | F 2/d 2/d 2/d        | {\displaystyle D_{2h}^{24}} | Schwefel                                |
| 71       | 2/m 2/m 2/m   | Immm                | I 2/m 2/m 2/m        | {\displaystyle D_{2h}^{25}} | Lithiumcarbid                           |
| 72       | 2/m 2/m 2/m   | Ibam                | I 2/b 2/a 2/m        | {\displaystyle D_{2h}^{26}} | Siliciumdisulfid                        |
| 73       | 2/m 2/m 2/m   | Ibca                | I 2/b 2/c 2/a        | {\displaystyle D_{2h}^{27}} | Chesnokovit                             |
| 74       | 2/m 2/m 2/m   | Imma                | I 2/m 2/m 2/a        | {\displaystyle D_{2h}^{28}} | Eisen(II,III)-fluorid                   |

## Liste der tetragonalen Raumgruppen
| Primitiv (P) | Innenzentriert (I) |
| ------------ | ------------------ |
|              |                    |

| Num- mer | Punkt- gruppe | Kurz- symbol | Vollständiges Symbol | Schoenflies- Symbol         | Beispiel                                          |
| -------- | ------------- | ------------ | -------------------- | --------------------------- | ------------------------------------------------- |
| 75       | 4             | P4           | P 4                  | {\displaystyle C_{4}^{1}}   | Kupferdiarsenit                                   |
| 76       | 4             | P41          | P 41                 | {\displaystyle C_{4}^{2}}   |                                                   |
| 77       | 4             | P42          | P 42                 | {\displaystyle C_{4}^{3}}   |                                                   |
| 78       | 4             | P43          | P 43                 | {\displaystyle C_{4}^{4}}   |                                                   |
| 79       | 4             | I4           | I 4                  | {\displaystyle C_{4}^{5}}   | Wolfram(VI)-oxidtetrachlorid                      |
| 80       | 4             | I41          | I 41                 | {\displaystyle C_{4}^{6}}   |                                                   |
| 81       | 4             | P4           | P 4                  | {\displaystyle S_{4}^{1}}   |                                                   |
| 82       | 4             | I4           | I 4                  | {\displaystyle S_{4}^{2}}   | Lithiumamid                                       |
| 83       | 4/m           | P4/m         | P 4/m                | {\displaystyle C_{4h}^{1}}  | Schwertmannit                                     |
| 84       | 4/m           | P42/m        | P 42/m               | {\displaystyle C_{4h}^{2}}  | Palladium(II)-sulfid                              |
| 85       | 4/m           | P4/n         | P 4/n                | {\displaystyle C_{4h}^{3}}  | Dysprosium(II)-chlorid                            |
| 86       | 4/m           | P42/n        | P 42/n               | {\displaystyle C_{4h}^{4}}  | Trimethylthallium                                 |
| 87       | 4/m           | I4/m         | I 4/m                | {\displaystyle C_{4h}^{5}}  | Plutonium(V)-fluorid                              |
| 88       | 4/m           | I41/a        | I 41/a               | {\displaystyle C_{4h}^{6}}  | Rubidiumperiodat                                  |
| 89       | 422           | P422         | P 4 2 2              | {\displaystyle D_{4}^{1}}   |                                                   |
| 90       | 422           | P4212        | P 42 1 2             | {\displaystyle D_{4}^{2}}   |                                                   |
| 91       | 422           | P4122        | P 41 2 2             | {\displaystyle D_{4}^{3}}   |                                                   |
| 92       | 422           | P41212       | P 41 21 2            | {\displaystyle D_{4}^{4}}   | 2-Pyrimidinon                                     |
| 93       | 422           | P4222        | P 42 2 2             | {\displaystyle D_{4}^{5}}   |                                                   |
| 94       | 422           | P4212        | P 42 21 2            | {\displaystyle D_{4}^{6}}   | Sphaerobismoit                                    |
| 95       | 422           | P4322        | P 43 2 2             | {\displaystyle D_{4}^{7}}   |                                                   |
| 96       | 422           | P43212       | P 43 21 2            | {\displaystyle D_{4}^{8}}   | Paratellurit, Aluminiumdodecaborid                |
| 97       | 422           | I422         | I 4 2 2              | {\displaystyle D_{4}^{9}}   |                                                   |
| 98       | 422           | I4122        | I 41 2 2             | {\displaystyle D_{4}^{10}}  | Cadmiumdiarsenid, Pottsit                         |
| 99       | 4mm           | P4mm         | P 4 m m              | {\displaystyle C_{4v}^{1}}  | Diaboleit, Nielsenit                              |
| 100      | 4mm           | P4bm         | P 4 b m              | {\displaystyle C_{4v}^{2}}  |                                                   |
| 101      | 4mm           | P42cm        | P 42 c m             | {\displaystyle C_{4v}^{3}}  |                                                   |
| 102      | 4mm           | P42nm        | P 42 n m             | {\displaystyle C_{4v}^{4}}  |                                                   |
| 103      | 4mm           | P4cc         | P 4 c c              | {\displaystyle C_{4v}^{5}}  |                                                   |
| 104      | 4mm           | P4nc         | P 4 n c              | {\displaystyle C_{4v}^{6}}  |                                                   |
| 105      | 4mm           | P42mc        | P 42 m c             | {\displaystyle C_{4v}^{7}}  | Lenait                                            |
| 106      | 4mm           | P42bc        | P 42 b c             | {\displaystyle C_{4v}^{8}}  |                                                   |
| 107      | 4mm           | I4mm         | I 4 m m              | {\displaystyle C_{4v}^{9}}  |                                                   |
| 108      | 4mm           | I4cm         | I 4 c m              | {\displaystyle C_{4v}^{10}} |                                                   |
| 109      | 4mm           | I41md        | I 41 m d             | {\displaystyle C_{4v}^{11}} | Diethylzink                                       |
| 110      | 4mm           | I41cd        | I 41 c d             | {\displaystyle C_{4v}^{12}} | Zinkarsenid                                       |
| 111      | 42m           | P42m         | P 4 2 m              | {\displaystyle D_{2d}^{1}}  | Kaliumhexafluoroantimonat(V), Bariophamakosiderit |
| 112      | 42m           | P42c         | P 4 2 c              | {\displaystyle D_{2d}^{2}}  | Renierit                                          |
| 113      | 42m           | P421m        | P 4 21 m             | {\displaystyle D_{2d}^{3}}  | Nioboxidtrichlorid                                |
| 114      | 42m           | P421c        | P 4 21 c             | {\displaystyle D_{2d}^{4}}  | Tetraphenylgermanium                              |
| 115      | 42m           | P4m2         | P 4 m 2              | {\displaystyle D_{2d}^{5}}  |                                                   |
| 116      | 42m           | P4c2         | P 4 c 2              | {\displaystyle D_{2d}^{6}}  |                                                   |
| 117      | 42m           | P4b2         | P 4 b 2              | {\displaystyle D_{2d}^{7}}  |                                                   |
| 118      | 42m           | P4n2         | P 4 n 2              | {\displaystyle D_{2d}^{8}}  |                                                   |
| 119      | 42m           | I4m2         | I 4 m 2              | {\displaystyle D_{2d}^{9}}  |                                                   |
| 120      | 42m           | I4c2         | I 4 c 2              | {\displaystyle D_{2d}^{10}} |                                                   |
| 121      | 42m           | I42m         | I 4 2 m              | {\displaystyle D_{2d}^{11}} | Kaliumtetraperoxochromat                          |
| 122      | 42m           | I42d         | I 4 2 d              | {\displaystyle D_{2d}^{12}} | Uran(V)-fluorid                                   |
| 123      | 4/m 2/m 2/m   | P4/mmm       | P 4/m 2/m 2/m        | {\displaystyle D_{4h}^{1}}  | Kaliumtetrachloridoplatinat                       |
| 124      | 4/m 2/m 2/m   | P4/mcc       | P 4/m 2/c 2/c        | {\displaystyle D_{4h}^{2}}  |                                                   |
| 125      | 4/m 2/m 2/m   | P4/nbm       | P 4/n 2/b 2/m        | {\displaystyle D_{4h}^{3}}  | Nickel(II)-sulfit                                 |
| 126      | 4/m 2/m 2/m   | P4/nnc       | P 4/n 2/n 2/c        | {\displaystyle D_{4h}^{4}}  | Zeunerit, Vesuvianit                              |
| 127      | 4/m 2/m 2/m   | P4/mbm       | P 4/m 21/b 2/m       | {\displaystyle D_{4h}^{5}}  | Phosgenit, Carletonit                             |
| 128      | 4/m 2/m 2/m   | P4/mnc       | P 4/m 21/n 2/c       | {\displaystyle D_{4h}^{6}}  | Fluorapophyllit-(K)                               |
| 129      | 4/m 2/m 2/m   | P4/nmm       | P 4/n 21/m 2/m       | {\displaystyle D_{4h}^{7}}  | Zinn(II)-oxid, Blei(II)-oxid, Matlockit           |
| 130      | 4/m 2/m 2/m   | P4/ncc       | P 4/n 21/c 2/c       | {\displaystyle D_{4h}^{8}}  | Strontiumhydroxid-Octahydrat, Abernathyit         |
| 131      | 4/m 2/m 2/m   | P42/mmc      | P 42/m 2/m 2/c       | {\displaystyle D_{4h}^{9}}  | Platin(II)-sulfid                                 |
| 132      | 4/m 2/m 2/m   | P42/mcm      | P 42/m 2/c 2/m       | {\displaystyle D_{4h}^{10}} | Ammoniumcyanid                                    |
| 133      | 4/m 2/m 2/m   | P42/nbc      | P 42/n 2/b 2/c       | {\displaystyle D_{4h}^{11}} |                                                   |
| 134      | 4/m 2/m 2/m   | P42/nnm      | P 42/n 2/n 2/m       | {\displaystyle D_{4h}^{12}} |                                                   |
| 135      | 4/m 2/m 2/m   | P42/mbc      | P 42/m 21/b 2/c      | {\displaystyle D_{4h}^{13}} | Minium, Selendioxid                               |
| 136      | 4/m 2/m 2/m   | P42/mnm      | P 42/m 21/n 2/m      | {\displaystyle D_{4h}^{14}} | Palladium(IV)-oxid, Rutil                         |
| 137      | 4/m 2/m 2/m   | P42/nmc      | P 42/n 21/m 2/c      | {\displaystyle D_{4h}^{15}} | Zinkphosphid                                      |
| 138      | 4/m 2/m 2/m   | P42/ncm      | P 42/n 21/c 2/m      | {\displaystyle D_{4h}^{16}} | Gold(I)-iodid                                     |
| 139      | 4/m 2/m 2/m   | I4/mmm       | I 4/m 2/m 2/m        | {\displaystyle D_{4h}^{17}} | Lanthancarbid, Zinn(IV)-fluorid                   |
| 140      | 4/m 2/m 2/m   | I4/mcm       | I 4/m 2/c 2/m        | {\displaystyle D_{4h}^{18}} | Rubidiumazid, Indium(I,III)-tellurid              |
| 141      | 4/m 2/m 2/m   | I41/amd      | I 41/a 2/m 2/d       | {\displaystyle D_{4h}^{19}} | Mangan(III)-oxid                                  |
| 142      | 4/m 2/m 2/m   | I41/acd      | I 41/a 2/c 2/d       | {\displaystyle D_{4h}^{20}} | Zinkamid                                          |

## Liste der trigonalen Raumgruppen
| Rhomboedrisch (R) | Hexagonal (P) |
| ----------------- | ------------- |
|                   |               |

| Num- mer | Punkt- gruppe | Kurz- symbol | Vollständiges Symbol | Schoenflies- Symbol        | Beispiel                                   |
| -------- | ------------- | ------------ | -------------------- | -------------------------- | ------------------------------------------ |
| 143      | 3             | P3           | P 3                  | {\displaystyle C_{3}^{1}}  | Tetrairidiumdodecacarbonyl, Simpsonit      |
| 144      | 3             | P31          | P 31                 | {\displaystyle C_{3}^{2}}  | Calciumcarbonat-Monohydrat, Rubidiumnitrat |
| 145      | 3             | P32          | P 32                 | {\displaystyle C_{3}^{3}}  | Calciumcarbonat-Monohydrat                 |
| 146      | 3             | R3           | R 3                  | {\displaystyle C_{3}^{4}}  | Magnesiumsulfit                            |
| 147      | 3             | P3           | P 3                  | {\displaystyle C_{3i}^{1}} | Strontiumiodid-Hexahydrat                  |
| 148      | 3             | R3           | R 3                  | {\displaystyle C_{3i}^{2}} | Wolfram(VI)-bromid                         |
| 149      | 32            | P312         | P 3 1 2              | {\displaystyle D_{3}^{1}}  | Strontiumbromid-Hexahydrat                 |
| 150      | 32            | P321         | P 3 2 1              | {\displaystyle D_{3}^{2}}  | Rubidiumdithionat                          |
| 151      | 32            | P3112        | P 31 1 2             | {\displaystyle D_{3}^{3}}  |                                            |
| 152      | 32            | P3121        | P 31 2 1             | {\displaystyle D_{3}^{4}}  | Tellur                                     |
| 153      | 32            | P3212        | P 32 1 2             | {\displaystyle D_{3}^{5}}  |                                            |
| 154      | 32            | P3221        | P 32 2 1             | {\displaystyle D_{3}^{6}}  | Tellur, Chinleit-(Y)                       |
| 155      | 32            | R32          | R 3 2                | {\displaystyle D_{3}^{7}}  | Trinickeldisulfid                          |
| 156      | 3m            | P3m1         | P 3 m 1              | {\displaystyle C_{3v}^{1}} | Titan(II)-bromid                           |
| 157      | 3m            | P31m         | P 3 1 m              | {\displaystyle C_{3v}^{2}} |                                            |
| 158      | 3m            | P3c1         | P 3 c 1              | {\displaystyle C_{3v}^{3}} |                                            |
| 159      | 3m            | P31c         | P 3 1 c              | {\displaystyle C_{3v}^{4}} |                                            |
| 160      | 3m            | R3m          | R 3 m                | {\displaystyle C_{3v}^{5}} | Rhenium(III)-chlorid                       |
| 161      | 3m            | R3c          | R 3 c                | {\displaystyle C_{3v}^{6}} | Vanadium(III)-chlorid                      |
| 162      | 3 2/m         | P31m         | P 3 1 2/m            | {\displaystyle D_{3d}^{1}} |                                            |
| 163      | 3 2/m         | P31c         | P 3 1 2/c            | {\displaystyle D_{3d}^{2}} | Chrom(III)-sulfid                          |
| 164      | 3 2/m         | P3m1         | P 3 2/m 1            | {\displaystyle D_{3d}^{3}} | Uran(VI)-chlorid                           |
| 165      | 3 2/m         | P3c1         | P 3 2/c 1            | {\displaystyle D_{3d}^{4}} | Lanthanfluorid                             |
| 166      | 3 2/m         | R3m          | R 3 2/m              | {\displaystyle D_{3d}^{5}} | Thallium(I)-oxid                           |
| 167      | 3 2/m         | R3c          | R 3 2/c              | {\displaystyle D_{3d}^{6}} | Natriummetaborat                           |

## Liste der hexagonalen Raumgruppen

Hexagonale Bravais-Zelle
(P)

| Num- mer | Punkt- gruppe | Kurz- symbol | Vollständiges Symbol | Schoenflies- Symbol        | Beispiel                       |
| -------- | ------------- | ------------ | -------------------- | -------------------------- | ------------------------------ |
| 168      | 6             | P6           | P 6                  | {\displaystyle C_{6}^{1}}  |                                |
| 169      | 6             | P61          | P 61                 | {\displaystyle C_{6}^{2}}  | α-Al2S3                        |
| 170      | 6             | P65          | P 65                 | {\displaystyle C_{6}^{3}}  |                                |
| 171      | 6             | P62          | P 62                 | {\displaystyle C_{6}^{4}}  |                                |
| 172      | 6             | P64          | P 64                 | {\displaystyle C_{6}^{5}}  |                                |
| 173      | 6             | P63          | P 63                 | {\displaystyle C_{6}^{6}}  |                                |
| 174      | 6             | P6           | P 6                  | {\displaystyle C_{3h}^{1}} | Hydroxyl-Bastnäsite            |
| 175      | 6/m           | P6/m         | P 6/m                | {\displaystyle C_{6h}^{1}} | Caesiumacetat                  |
| 176      | 6/m           | P63/m        | P 63/m               | {\displaystyle C_{6h}^{2}} | Cer(III)-bromid                |
| 177      | 622           | P622         | P 6 2 2              | {\displaystyle D_{6}^{1}}  |                                |
| 178      | 622           | P6122        | P 61 2 2             | {\displaystyle D_{6}^{2}}  | Gold(III)-fluorid              |
| 179      | 622           | P6522        | P 65 2 2             | {\displaystyle D_{6}^{3}}  | Gold(III)-fluorid              |
| 180      | 622           | P6222        | P 62 2 2             | {\displaystyle D_{6}^{4}}  | Hochquarz                      |
| 181      | 622           | P6422        | P 64 2 2             | {\displaystyle D_{6}^{5}}  |                                |
| 182      | 622           | P6322        | P 63 2 2             | {\displaystyle D_{6}^{6}}  | Edgarit                        |
| 183      | 6mm           | P6mm         | P 6 m m              | {\displaystyle C_{6v}^{1}} | Gold(I)-cyanid                 |
| 184      | 6mm           | P6cc         | P 6 c c              | {\displaystyle C_{6v}^{2}} |                                |
| 185      | 6mm           | P63cm        | P 63 c m             | {\displaystyle C_{6v}^{3}} | Natriumarsenid                 |
| 186      | 6mm           | P63mc        | P 63 m c             | {\displaystyle C_{6v}^{4}} | Wurtzit                        |
| 187      | 6m2           | P6m2         | P 6 m 2              | {\displaystyle D_{3h}^{1}} |                                |
| 188      | 6m2           | P6c2         | P 6 c 2              | {\displaystyle D_{3h}^{2}} | Bazirit                        |
| 189      | 6m2           | P62m         | P 6 2 m              | {\displaystyle D_{3h}^{3}} | Dikaliumnonahydridorhenat(VII) |
| 190      | 6m2           | P62c         | P 6 2 c              | {\displaystyle D_{3h}^{4}} | Bastnäsit                      |
| 191      | 6/m 2/m 2/m   | P6/mmm       | P 6/m 2/m 2/m        | {\displaystyle D_{6h}^{1}} | Aluminiumdiborid               |
| 192      | 6/m 2/m 2/m   | P6/mcc       | P 6/m 2/c 2/c        | {\displaystyle D_{6h}^{2}} | Beryll                         |
| 193      | 6/m 2/m 2/m   | P63/mcm      | P 63/m 2/c 2/m       | {\displaystyle D_{6h}^{3}} | Cer(III)-fluorid               |
| 194      | 6/m 2/m 2/m   | P63/mmc      | P 63/m 2/m 2/c       | {\displaystyle D_{6h}^{4}} | Magnesium                      |

## Liste der kubischen Raumgruppen

(221) Caesiumchlorid-Elementarzelle:
Cs^{+} Cl^{−}

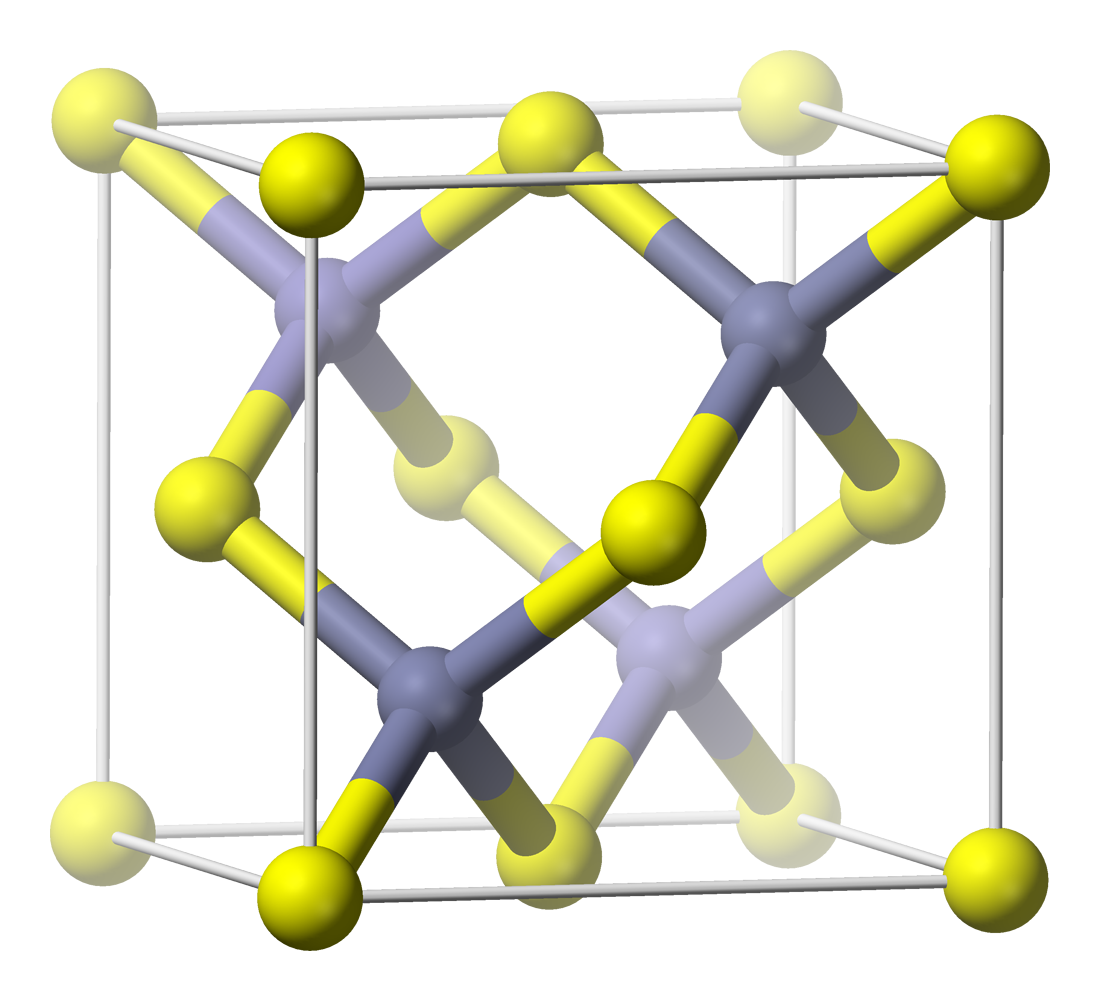
(216) Zinkblende-Elementarzelle:
Zn^{2+} S^{2−}

(223) Weaire-Phelan-Structure

| Primitiv (P) | Innenzentriert (I) | Flächenzentriert (F) |
| ------------ | ------------------ | -------------------- |
|              |                    |                      |

| Num- mer | Punkt- gruppe | Kurz- symbol | Vollständiges Symbol | Schoenflies- Symbol        | Beispiel                                            |
| -------- | ------------- | ------------ | -------------------- | -------------------------- | --------------------------------------------------- |
| 195      | 23            | P23          | P 2 3                | {\displaystyle T^{1}}      |                                                     |
| 196      | 23            | F23          | F 2 3                | {\displaystyle T^{2}}      |                                                     |
| 197      | 23            | I23          | I 2 3                | {\displaystyle T^{3}}      | Moschellandsbergit, Bismutgermanat                  |
| 198      | 23            | P213         | P 21 3               | {\displaystyle T^{4}}      | Ullmannit, Natriumchlorat                           |
| 199      | 23            | I213         | I 21 3               | {\displaystyle T^{5}}      |                                                     |
| 200      | 2/m 3         | Pm3          | P 2/m 3              | {\displaystyle T_{h}^{1}}  |                                                     |
| 201      | 2/m 3         | Pn3          | P 2/n 3              | {\displaystyle T_{h}^{2}}  | Cafarsit                                            |
| 202      | 2/m 3         | Fm3          | F 2/m 3              | {\displaystyle T_{h}^{3}}  |                                                     |
| 203      | 2/m 3         | Fd3          | F 2/d 3              | {\displaystyle T_{h}^{4}}  |                                                     |
| 204      | 2/m 3         | Im3          | I 2/m 3              | {\displaystyle T_{h}^{5}}  | Dzhalindit, Indium(III)-hydroxid                    |
| 205      | 2/m 3         | Pa3          | P 21/a 3             | {\displaystyle T_{h}^{6}}  | Nickeldisulfid, Germanium(IV)-iodid                 |
| 206      | 2/m 3         | Ia3          | I 21/a 3             | {\displaystyle T_{h}^{7}}  | Uransesquinitrid, Scandiumoxid                      |
| 207      | 432           | P432         | P 4 3 2              | {\displaystyle O^{1}}      |                                                     |
| 208      | 432           | P4232        | P 42 3 2             | {\displaystyle O^{2}}      |                                                     |
| 209      | 432           | F432         | F 4 3 2              | {\displaystyle O^{2}}      | Calvertit                                           |
| 210      | 432           | F4132        | F 41 3 2             | {\displaystyle O^{4}}      |                                                     |
| 211      | 432           | I432         | I 4 3 2              | {\displaystyle O^{5}}      |                                                     |
| 212      | 432           | P4332        | P 43 3 2             | {\displaystyle O^{6}}      | Osmium(IV)-chlorid, Maghemit                        |
| 213      | 432           | P4132        | P 41 3 2             | {\displaystyle O^{7}}      | Osmium(IV)-chlorid                                  |
| 214      | 432           | I4132        | I 41 3 2             | {\displaystyle O^{8}}      | Ye’elimit                                           |
| 215      | 43m           | P43m         | P 4 3 m              | {\displaystyle T_{d}^{1}}  | Sulvanit, Rhodizit                                  |
| 216      | 43m           | F43m         | F 4 3 m              | {\displaystyle T_{d}^{2}}  | Zinkblende, Zinktellurid                            |
| 217      | 43m           | I43m         | I 4 3 m              | {\displaystyle T_{d}^{3}}  | α-Mangan, Freibergit                                |
| 218      | 43m           | P43n         | P 4 3 n              | {\displaystyle T_{d}^{4}}  | Silberphosphat, Maikainit                           |
| 219      | 43m           | F43c         | F 4 3 c              | {\displaystyle T_{d}^{5}}  | Boracit                                             |
| 220      | 43m           | I43d         | I 4 3 d              | {\displaystyle T_{d}^{6}}  | Diurantricarbid, Bismutgermanat, Wadalit            |
| 221      | 4/m 3 2/m     | Pm3m         | P 4/m 3 2/m          | {\displaystyle O_{h}^{1}}  | Caesiumchlorid, Lanthanhexaborid, Hapkeit           |
| 222      | 4/m 3 2/m     | Pn3n         | P 4/n 3 2/n          | {\displaystyle O_{h}^{2}}  |                                                     |
| 223      | 4/m 3 2/m     | Pm3n         | P 42/m 3 2/n         | {\displaystyle O_{h}^{3}}  | Niobzinn, Niobgermanium                             |
| 224      | 4/m 3 2/m     | Pn3m         | P 42/n 3 2/m         | {\displaystyle O_{h}^{4}}  | Silber(I)-oxid, Cuprit                              |
| 225      | 4/m 3 2/m     | Fm3m         | F 4/m 3 2/m          | {\displaystyle O_{h}^{5}}  | Natriumchlorid, β-Bornit, Calciumfluorid            |
| 226      | 4/m 3 2/m     | Fm3c         | F 4/m 3 2/c          | {\displaystyle O_{h}^{6}}  |                                                     |
| 227      | 4/m 3 2/m     | Fd3m         | F 41/d 3 2/m         | {\displaystyle O_{h}^{7}}  | Diamant, Zink-Cobalt-Spinell, Cobalt(II,III)-sulfid |
| 228      | 4/m 3 2/m     | Fd3c         | F 41/d 3 2/c         | {\displaystyle O_{h}^{8}}  | Voltait                                             |
| 229      | 4/m 3 2/m     | Im3m         | I 4/m 3 2/m          | {\displaystyle O_{h}^{9}}  | Natrium, Argentit, Rhenium(VII)-fluorid             |
| 230      | 4/m 3 2/m     | Ia3d         | I 41/a 3 2/d         | {\displaystyle O_{h}^{10}} | Granat                                              |